# Gary Kirsten
Gary Kirsten (23 novembre 1967) è un crickettista sudafricano, è un allenatore di cricket ed ex giocatore.
Ha giocato 101 partite di Test cricket e 185 One Day Internationals (ODI) per il Sudafrica tra 1993 e 2004, soprattutto come battitore d’apertura. Anche il suo fratellastro Peter ha giocato cricket provinciale per la provincia occidentale, poi per la squadra di cricket del Sudafrica con il momento clou della Coppa del Mondo di cricket del 1992. È stato l’allenatore della squadra di cricket indiana dal 2008 al 2011. È stato poi nominato allenatore della squadra nazionale di cricket del Sudafrica nel giugno del 2011 e si è dimesso nell’agosto del 2013.

## Carriera da giocatore
Kirsten ha debuttato contro l’Australia a Melbourne nel 1993. Si è ritirato dal cricket internazionale nel 2004 dopo aver realizzato 76 partite vincitrici nei suoi ultimi innings, contro la Nuova Zelanda.
Contro di essa fece la storia diventando il primo Protea in assoluto a giocare 100 partite di test cricket. Durante gli anni, ha ottenuto una reputazione di essere un robusto battitore sia nel test cricket che nel cricket One Day. Poteva aumentare il ritmo di un inning, se necessario, ma il più delle volte aspettava semplicemente la palla cattiva, proprio come Steve Waugh e Justin Langer. Fu anche un esterno affidabile. Kirsten ha tenuto il record sudafricano per la maggior parte dei runs e centuries in una carriera di Test cricket, prima che entrambi venissero superati da Jacques Kallis. Fu il primo battitore di Test a fare centinaia contro ciascuna delle altre 9 nazioni Test. Ha segnato 275 runs contro l’Inghilterra, come risultato per aver battuto per oltre 14 ore e mezzo mentre il Sudafrica seguiva a Kingsmead a Durban, si conferma ancora il secondo inning più lungo (in termini di durata) nella storia del Test cricket.
Il punteggio più alto è stato poi superato da Graeme Smith quando ha realizzato 277 contro l’Inghilterra nel 2003. Detiene ancora il record per i più alti innings da parte di un sudafricano in un one day international: 188 not-out contro gli Emirati Arabi durante la Coppa del Mondo del 1996, che è il decimo più alto inning di tutti i tempi nel cricket One day International e il punteggio più alto nella storia della Coppa del Mondo di cricket. Questo record è rimasto fino a quando non è stato superato da Chris Gayle che ha segnato 215 contro lo Zimbabwe nel 2015. Successivamente, quel record è stato superato da Martin Guptill che ha segnato 237 contro le indie occidentali nei quarti di finale di quella stessa coppa del mondo.

## Carriera da allenatore

### India (2008-2011)
Dopo il ritiro, Kirsten ha fondato la sua accademia di cricket.
Nel novembre del 2007, è emerso che Kirsten era un candidato per il posto vacante di allenatore della squadra indiana.
Il Board of Control for Cricket in India (BCCI) gli ha offerto un contratto di 2 anni per quel posto, e nonostante abbia espresso riserve sulle preoccupazioni che nutriva per il pieno supporto dei giocatori dell’India, ha confermato che avrebbe accettato l’incarico il 4 dicembre.
Iniziò ufficialmente come allenatore il 1 marzo 2008. Comunque, viaggiò in Australia con l’india in anticipo durante la serie di test. La sua prima serie completa in carica fu contro il suo paese d’origine (Sudafrica) tra marzo e aprile 2008 pareggiò 1-1. Inoltre, ha allenato l’India delle finali della Kitply Cup  e dell’Asia 2008 (l’India ha perso entrambe le finali). Durante il suo incarico come allenatore dell’India, la squadra di cricket indiana vince una serie casalinga contro l’Australia battendola 2-0. Oltre a vincere il trofeo Border Gavaskar, ha anche allenato l’india alla sua prima vittoria in serie bilaterale in Sri Lanka contro lo Sri Lanka e le prime vittorie in India di Test e One Day International contro la Nuova Zelanda in Nuova Zelanda dopo 40 anni.
L'India vinse anche la Compaq Cup, battendo lo Sri Lanka nelle finali del 14 settembre 2009 con 46 runs. Lui stesso un battitore molto abile, ha apportato un notevole miglioramento alle prestazioni in battuta, che è in gran parte associato alla sua capacità di infondere maggiore fiducia tra i giocatori più giovani.
Kirsten è stato elogiato da tutti i giocatori per aver migliorato le loro tecniche di gioco, motivandole e discutendo le tattiche che possono essere schierate sul campo. I risultati potrebbero essere chiaramente vinti in pochi mesi. È considerato la forza chiave dietro il miglioramento delle prestazioni chiaramente visibile in tutti i giocatori. Nel 2010, prima dell’inizio del tour dell’india in Sudafrica, il capitano indiano M.S. Dhoni lo descrisse come “la cosa migliore che sia successa al cricket indiano”.
Nel 2017, Kirsten ha parlato con HBR delle qualità di un grande allenatore, allenando una squadra giovane e imparando dai propri errori. Alcuni estratti corretti della sua intervista sono su Harvard Business Review Ascend.

### Coppa del Mondo 2011
Dopo il tour del Sudafrica, con cui l’india ha pareggiato 1-1 nelle serie Test ha perso 3-2 in ODI, Kirsten ha annunciato che non avrebbe rinnovato il contratto con la BCCI a causa di impegni familiari. Kirten affermava spesso che voleva trascorrere del tempo con i suoi due figli che stavano crescendo, Joshua e James, e con sua moglie e disse che tre anni lontano da casa erano abbastanza. Subito dopo l’annuncio si è unito al Sudafrica come allenatore mentre anche l’allenatore sudafricano Corrie Van Zyl ha annunciato che il suo contratto sarebbe terminato dopo la fine della coppa del mondo.
Kirsten ha terminato il suo contratto come allenatore dopo che l’India ha vinto la Coppa del Mondo 2011 sconfiggendo lo Sri Lanka con 6 wickets e 10 palle il 2 aprile 2011 al Wankhede Stadium a Mumbai, India. Durante la celebrazione, è stato portato intorno al campo da Suresh Raina, Yusuf Pathan e Virat Kohli per mostrare il loro rispetto. Kirsten ha chiarito tutte le voci su un rinnovo del contratto adottando un approccio modesto sulla sua ulteriore disponibilità come allenatore della squadra indiana affermando che voleva salutare l’India per passare del tempo con la sua famiglia.

### Sudafrica (2011-2013)
Il 5 giugno 2011, Kirsten è stato nominato allenatore a tempo pieno della squadra nazionale di cricket del Sudafrica per due anni. La sua prima decisione è stata quella di nominare AB de Villier come nuovo capitano per ODI, al posto di Graeme Smith che rimane capitano del Test cricket. Kirsten iniziò il suo contratto come allenatore il 1º agosto e il suo primo incarico fu una serie casalinga contro l’Australia. Ha preso il posto di Corrie Van Zyl, che è stato un allenatore provvisorio per 14 mesi dopo le dimissioni di Mickey Arthur in seguito alla serie casalinga contro l’Inghilterra nel 2009-2010. Sotto Kirsten, nell’agosto 2012, la squadra sudafricana ha raggiunto il primo posto nella classifica dei test ICC, battendo l’Inghilterra 2-0. Non ha rinnovato il suo contratto con il Cricket South Africa (CSA) e ha rinunciato ad allenare la squadra nazionale nell’agosto 2013 citando impegni familiari. È stato firmato come tecnico del team IPL di Royal Challengers Bangalore per un contratto di tre anni a partire dall’undicesima edizione dell’Ipl. Il 3 aprile 2017 Kirsten è stato presentato come allenatore della squadra di Hobart Hurricanes Twenty20 per le prossime due stagioni nella lega australiana Big Bash alla stagione 2017/2018.

### Hobart Hurricanes(2017-2018)
Il 3 aprile 2017, Kirsten è diventato tecnico della squadra maschile Hobart Hurricanes, un club t20 professionale di cricket nella lega Big Bash australiana.

### Royal Challengers Bangalore (2017-2019)
Nel gennaio 2018, la Royal Challengers Bangalore ha scelto Kirsten come allenatore di battuta. Nell’agosto 2018, è diventato tecnico della RCB dopo il licenziamento dell’allenatore precedente Daniel Vettori per l’Indian Premier League 2019.

## Interessi commerciali
Nel 2007 Kirsten si unì a Paddy Upton e Dale Williams per formare una società chiamata Performance Zone.
L’obiettivo dell’azienda è lavorare con persone e team nel mondo degli affari e dello sport, mettendo in evidenza le migliori prestazioni dei loro clienti. Quando Kirsten fu nominato allenatore indiano e allenatore di condizionamento mentale dell’Upton Indian, decisero di continuare l’attività. Il suo primo progetto, dopo che Kirsten ha assunto il ruolo di allenatore indiano, è la creazione di garykirsten.com.